# Locomotiva FS 736
Le locomotive del gruppo 736 sono state delle locomotive a vapore costruite negli Stati Uniti d'America per le esigenze belliche della seconda guerra mondiale ed erano classificate USATC S160; 248 di esse vennero, alla fine della seconda guerra mondiale, acquisite nel parco delle Ferrovie dello Stato Italiane.

## Storia

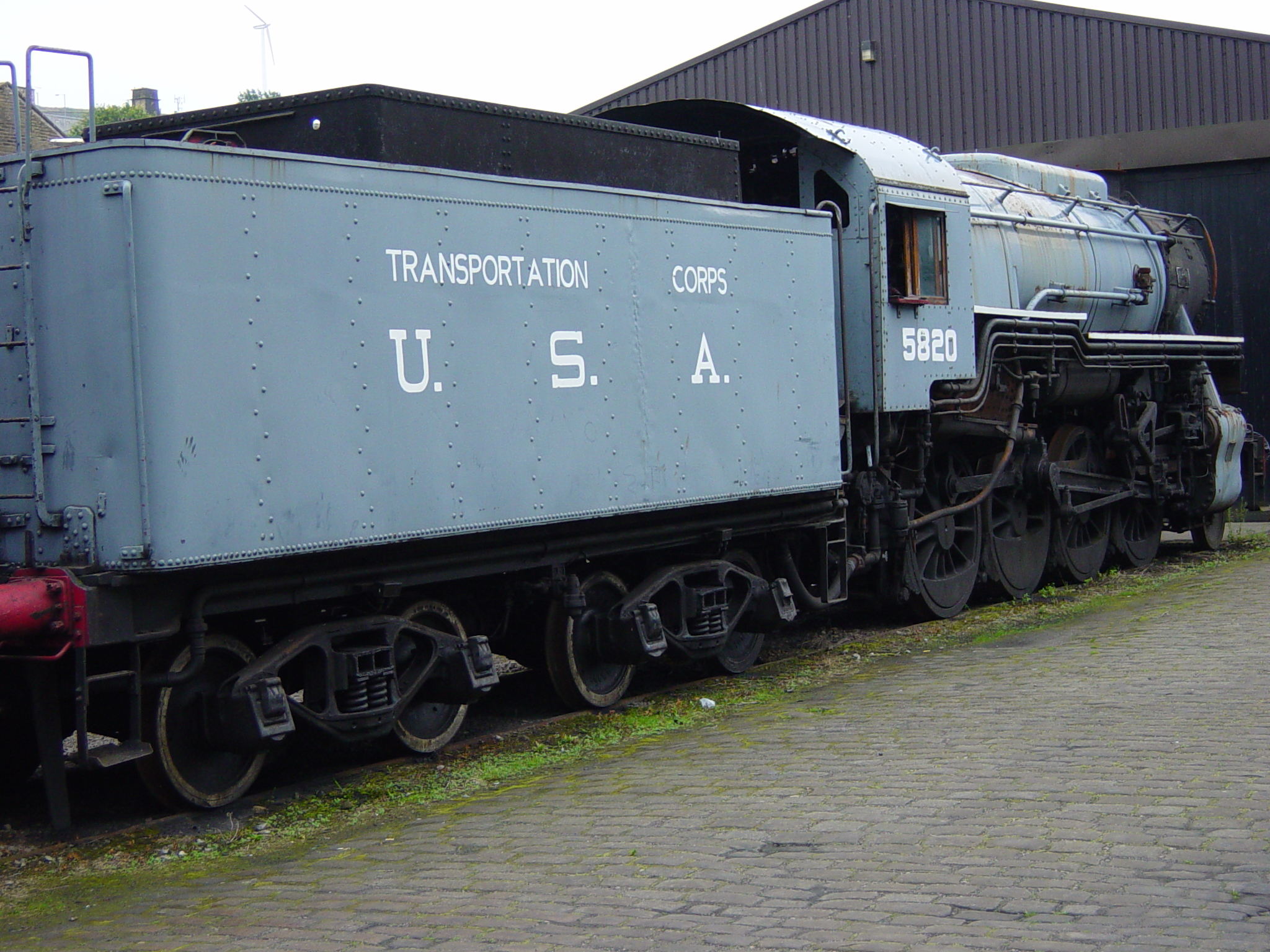
Una locomotiva simile alle FS 736 (Locomotiva S160 No.5820)

Il progetto delle locomotive immatricolate in Italia come gruppo 736 venne sviluppato dalla American Locomotive Company negli anni della seconda guerra mondiale su specifica dell'US Army Transportation Corps nel 1940 e nacque in funzione del servizio ferroviario di supporto sulle linee dei paesi occupati durante le operazioni belliche. Vennero costruite in migliaia di unità e 248 esemplari furono concentrati nell'area del Mediterraneo nell'imminenza dello sbarco in Sicilia.
I risultati del progetto furono buoni e lo prova l'alto numero di esemplari rimasti successivamente alla guerra a svolgere servizio civile in tante nazioni, nella fattispecie sulle linee secondarie del sud Italia, dove rimasero attive per il servizio merci fino agli inizi degli anni '60 del secolo scorso, circa 10 anni prima della cessazione dell'attività delle locomotive a vapore in servizio ordinario in Italia. Le 736 italiane svolsero servizio fino alla fine degli anni cinquanta; un buon numero di esse era assegnato al Deposito locomotive di Catania e svolse servizio sulla linea Messina-Siracusa fino all'elettrificazione della stessa nei primi anni sessanta. Nel 1959 le FS vendettero alle ferrovie greche 25 unità della serie. Gli accantonamenti e le demolizioni si svolsero nello stesso decennio. Alcune locomotive gruppo 736 furono trasformate in generatori fissi di vapore presso alcuni depositi locomotive italiani: fra esse anche l'unità numero 114, conservata presso il Museo Ferroviario Nazionale di Pietrarsa. Un altro esemplare conservato è la 736.086 (ex 3292) presso le officine di Torino Porta Milano per conto del Museo Ferroviario Piemontese.

## Caratteristiche
La struttura delle locomotive del gruppo 736 era la classica statunitense 2-8-0 Consolidation, con carro rigido (anima) a 4 assi accoppiati e carrello anteriore della tipologia "italiano". Le locomotive avevano quindi un rodiggio 1-4-0 che determinava un peso assiale contenuto che ne permetteva l'impiego anche sulle linee in condizioni di armamento cattive e di pendenze sufficientemente elevate, il tutto a discapito della velocità, che era ridotta. Le locomotive infatti venivano prevalentemente utilizzate su linee montane o comunque poco pianeggianti; il diametro ridotto delle ruote motrici e i carichi pesanti trainati da queste possenti vaporiere ne limitavano la velocità intorno ai 50 km/h. Le locomotive erano in grado di raggiungere la velocità di 70 km/h, ma con carico limitato. Questo tipo di macchine a vapore inoltre, a differenza delle motrici del tipo "europeo", non presentano due o più fanali di testa a petrolio oppure elettrici, bensì un unico fanale posto in testa al di sopra della camera a fumo; e uno posteriore sul tender di coda. Questa particolarità, accomunata a quella del biellismo e alla struttura tipicamente americana dei carrelli dei tender, le distingue dalle altre vaporiere italiane dell'epoca.
Il meccanismo motore era semplice, a 2 cilindri esterni con distribuzione a stantuffo sistema Walschaerts per le motrici di nuova generazione, ovvero quelle prodotte dalla Baldwin a partire dal 1941. La pressione di esercizio in caldaia era di 16 bar, l'alimentazione era con bruciatori a olio combustibile denso. 
Le locomotive nacquero dotate di freno automatico ad aria compressa Westinghouse e freno moderabile diretto; Per quanto riguarda il tender, venne adottato quello a carrelli comune ad altri gruppi di locomotive ma, come sopra citato, distinguibile per costruzione da quelli montati sulle macchine italiane ed europee.

## Conservazione museale
Nel mese di novembre 1989, dopo il completamento del restauro presso le officine FS di Verona Porta Vescovo, la locomotiva 736.114 fu trasferita al Museo Ferroviario Nazionale di Pietrarsa. La motrice numero 736.205 rimase accantonata a Milano Smistamento per diversi anni, fino ai primi anni 2000.